# Belgische kampioenschappen atletiek 1925
In 1925 vonden de Belgische kampioenschappen atletiek Alle Categorieën voor de mannen plaats op 19 juli in Luik en op 26 juli.  De kampioenschappen voor vrouwen vonden plaats op 19 juli in het Dudenpark in Vorst.
Leon Fourneau verbeterde het Belgisch record op de 1500 m van François Delloye naar 4.06,0.

## Uitslagen
| Atleet                | Prestatie   | Onderdeel            | Atlete                | Prestatie         |
| --------------------- | ----------- | -------------------- | --------------------- | ----------------- |
| -                     | -           | 80 m                 | Antoinette Gallemaers | 11,0 s            |
| Paul Brochart         | 11,0 s      | 100 m                |                       |                   |
| Eugène Moetbeek       | 23,2 s      | 200 m                |                       |                   |
| -                     | -           | 250 m                | Antoinette Gallemaers | 37,4 s            |
| J. Colsoul            | 51,0 s      | 400 m                | -                     | -                 |
| Joseph Vander Wee     | 2.06,4      | 800 m                | -                     | -                 |
| -                     | -           | 1000 m               | Elvire Clicteur       |                   |
| Leon Fourneau         | 4.06,0 (NR) | 1500 m               | -                     | -                 |
| Marcel Alavoine       | 16.09,0     | 5000 m               | -                     | -                 |
| Joseph Mariën         | 33.17,0     | 10.000 m             | -                     | -                 |
| -                     | -           | 83 m horden          | Sidonie Verschueren   | 14,7 s            |
| Powell (René Joannes) | 16,5 s      | 110 m horden         |                       |                   |
| Josse Ruth            | 60,6 s      | 400 m horden         | -                     | -                 |
| Jean Hénault          | 1,70 m      | hoogspringen         | Elise Vantruijen      | 1,35 m            |
| Powell (René Joannes) | 3,50 m      | polsstokhoogspringen | -                     | -                 |
| Jean Lefebvre         | 6,62 m      | verspringen          | Elise Vantruijen      | 4,72 m            |
| Theo De Laender       | 11,53 m     | kogelstoten          | Sidonie Verschueren   | 17,87 m (2H) (NR) |
| Georges Carlier       | 34,54 m     | discuswerpen         | Jenny Toitgans        | 27,56 m           |
| Adolf Hauman          | 47,17 m     | speerwerpen          | Helene Scherrens      | 38,63 m (2H)      |

NR: nationaal record 

2H: twee handen samengeteld 
1889 · 
1890 · 
1891 · 
1892 · 
1893 · 
1894 · 
1895 · 
1896 · 
1897 · 
1898 · 
1899 · 
1900 · 
1901 · 
1902 · 
1903 · 
1904 · 
1905 · 
1906 ·
1907 ·
1908 · 
1909 · 
1910 · 
1911 · 
1912 · 
1913 · 
1914 · 
1919 · 
1920 · 
1921 · 
1922 · 
1923 · 
1924 · 
1925 · 
1926 · 
1927 · 
1928 · 
1929 · 
1930 · 
1931 · 
1932 · 
1933 · 
1934 · 
1935 · 
1936 · 
1937 · 
1938 · 
1939 · 
1940 · 
1941 · 
1942 · 
1943 · 
1944 · 
1945 · 
1946 · 
1947 · 
1948 · 
1949 · 
1950 · 
1951 · 
1952 · 
1953 · 
1954 · 
1955 · 
1956 · 
1957 · 
1958 · 
1959 · 
1960 · 
1961 · 
1962 · 
1963 · 
1964 · 
1965 · 
1966 · 
1967 · 
1968 · 
1969 · 
1970 · 
1971 · 
1972 · 
1973 · 
1974 · 
1975 · 
1976 · 
1977 · 
1978 · 
1979 · 
1980 · 
1981 · 
1982 · 
1983 · 
1984 · 
1985 · 
1986 · 
1987 · 
1988 · 
1989 · 
1990 · 
1991 · 
1992 · 
1993 · 
1994 ·
1995 · 
1996 · 
1997 · 
1998 · 
1999 · 
2000 · 
2001 · 
2002 · 
2003 · 
2004 · 
2005 · 
2006 · 
2007 · 
2008 · 
2009 · 
2010 · 
2011 · 
2012 · 
2013 · 
2014 · 
2015 · 
2016 · 
2017 · 
2018 · 
2019 · 
2020 · 
2021 · 
2022 · 
2023 · 
2024